# 江部乙町
江部乙町（日语：／ Ebeotsu chō */?）是過去位於北海道空知支廳的一個城鎮。已於1971年4月1日與瀧川市合併為新設置的瀧川市，過去的轄區位於現在瀧川市的北半部區域。
名稱來自於阿伊努語中的「ipe-ot-i」（魚很多的地方）或「yupe-ot」（鱘魚很多）。

## 歷史
- 1909年4月1日：江部乙村從瀧川村（後來的瀧川市）分割獨立設置為北海道二級村。[1]
- 1915年4月1日：改為北海道一級村。
- 1952年5月5日：改制為江部乙町。
- 1971年4月1日：與瀧川市合併。